# Kuparuk

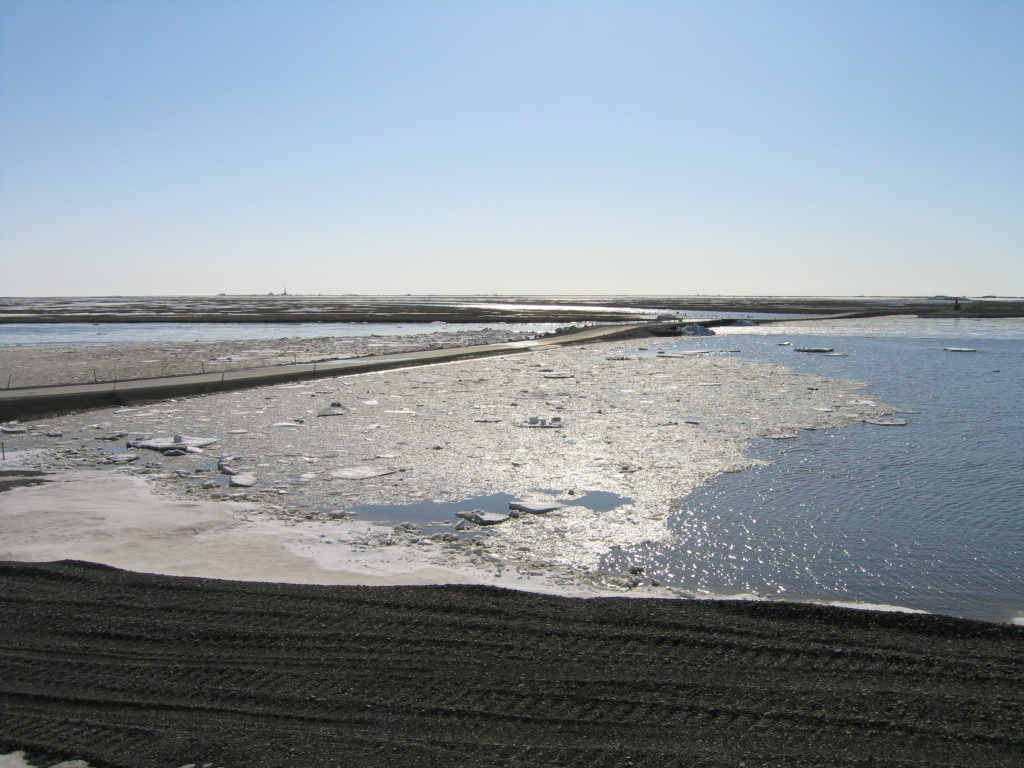
La rivière Kuparuk à la fonte des glaces

La rivière Kuparuk est un cours d'eau d'Alaska, aux États-Unis situé dans l'Alaska North Slope.
Son nom, en Eskimo, a été référencé pour la première fois sur une carte de 1901 par un prospecteur nommé S.J. Marsh, qui l'avait écrit Koopowra, ce qui a été traduit par Big River.
Longue de 150 milles (241 km), elle prend sa source dans la chaîne Brooks, dans un lac, et coule vers le nord-ouest, puis vers le nord-est, jusqu'à la baie Gwydyr sur la côte de l'océan Arctique à 8 milles (13 km) de Beechey Point, dans la plaine arctique.

## Affluent
- Rivière Toolik

## Sources
- (en) « Kuparuk », Geographic Names Information System